# تحفيز

شكل يبين أن العامل المساعد Catalyst يعمل على تنشيط التفاعل الكيميائي، فبدلا من عبور التفاعل تل الطاقة العالي (أسود، من اليسار إلى اليمين) فهو يعبر في وجود المحفز تل طاقة أصغر (أحمر). delta G هي طاقة جيبس الحرة.

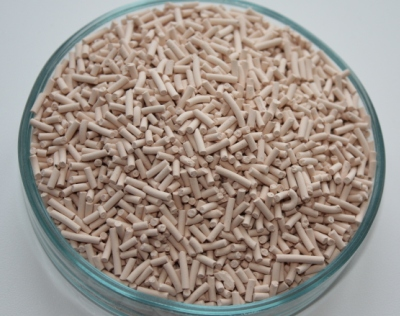
الزيوليت الاصطناعي من المواد المحفزة

التَّحْفِيزُ أو الحَفْز هو استعمال مادة تسمى حَفَّاز وهي مادة كيميائية تضاف بكميات قليلة للتفاعل الكيميائي بهدف تسريع التفاعل دون أن تتغير خواص المواد الكيميائية بمعنى أنها قادرة على أن تزيد سرعة التفاعل الكيميائي عن طريق خفض طاقة التفاعل أو تنشيطه دون أن يحدث بها تغيير كيميائي دائم. يسمى الحفاز أيضا بالعامل المساعد والمحفز، وهو ذو أهمية في الكيمياء وعلم الأحياء. ويعرف بأنه قادر على تغيير معدل التفاعل تسريعه أو إبطائه دون أن يـُستهلك، أو يحدث به تغير كيميائي. وإنزيمات محفزات تنشط التفاعلات الحيوية. توفر المحفزات طرقا أخرى للتفاعل الكميائي تتميز بطاقة تنشيط منخفضة عن تلك التي يستهلكها التفاعل غير المحفز.
يصنف التحفيز حسب اختلاف طور الحفاز عن المواد المتفاعلة إلى تحفيز متجانس وتحفيز غير متجانس.

## عمليات التحفيز
- تحفيز غير متجانس: تحفيز يكون فيه طور المحفز مختلف عن طور المواد المتفاعلة، إذ يمكن أن يكون المحفز صلباً في حين تكون المواد المتفاعلة غازية أو سائلة، يتكون من أكثر من طور.
- تحفيز متجانس: تحفيز يكون فيه طور المحفز من نفس طور المواد المتفاعلة. ويتكون من طور واحد (صلب أو سائل أو غاز).
- تحفيز أنزيمي:' تحفيز تستخدم فيه مواد إنزيمية كمحفزات في التفاعلات الحيوية أو الحيوكيميائية.

## المواد المحفزة
- الفلزات: مثل العناصر الانتقالية في الجدول الدوري ومن أهمها البلاتين والفضة والبلاديوم والموليبدنوم والكوبالت. وتتميز بفعالية عالية تجاه الأكسدة والهدرجة وإعادة التشكيل ونزع الهيدروجين.
- الخلائط: هي عبارة عن مزيج من فلز فعال حفزياً مع فلز فعال أو غير فعال يمكن أن يزيد أو ينقص من الفعالية. ومن أمثلتها خلائط البلاتين مع الروديوم المستخدمة في أكسدة النشادر والإريديوم مع النحاس المستخدمة في عمليات إعادة التشكل الحفزي للألكانات.
- المواد الداعمة: هي مواد تحمل عليها المواد الفعالة لتحسين مردود العملية الحفزية ومن أمثلتها الأكاسيد القاعدية مثل أكسيد المغنيزيوم وأكسيد الكالسيوم، والأكاسيد الحامضية مثل الأمونيا والسيليكا والمتعادلة مثل سيلكات الكالسيوم وأمونيات المغنيزيوم.
- المثبطات: تستخدم لتحسين انتقائية المحفزات الفلزية أو تثبيط التفاعل غير المرغوب به أو تسريع تفاعل ما مرغوب به.
- المواد المنشطة: هي مواد تستخدم للحصول على فعالية أو انتقائية أو ثباتية مرغوب بها.
- مركبات فلزية: هي مجموعات الفلزات مثل (Fe-Ti)، (LaNi5) (CeCo3) تستخدم عادة في عمليات الهدرجة نظراً لصفتها الامتيازية العالية.
- أكاسيد فلزية: هي أكاسيد بعض عناصر المجموعة الثانية والثالثة والرابعة والخامسة والعناصر الانتقالية وعناصر مجموعتي الانثانيوم والأكتنيوم وتنقسم هذه الأكاسيد إلى مجموعتين:
  - أكاسيد عازلة: تستخدم كمواد داعمة ومحفزة للتفاعلات القاعدية ومنها أكاسيد العناصر الغير انتقالية.
  - أكاسيد شبة موصلة: هي مواد محفزة فعالة بشكل خاص لتفاعلات الأكسدة والاختزال.
- الأملاح: وتشتمل على:
  - هاليدات الفلزات: وتشتمل على كلوريد الألمنيوم، كلوريد النحاس، ثلاثي ورباعي كلوريد التيتانيوم.
  - الكبريتات: منها كبريتات الألمنيوم والنحاس والبوتاسيوم.
  - الفوسفات: فوسفات النيكل كالسيوم وفوسفات الألمنيوم.
  - الكبريتيدات: هي مركبات فلزية مثل كبريتيدات النيكل والكوبالت والحديد والموليبدنوم والتنجستن.
- الأحماض: يتضمن هذا النوع من الحفزات الأكاسيد الصلبة لعناصر الدورة الثالثة من الجدول الدوري مثل أكاسيد الصوديوم والمغنيزيوم والألمنيوم والفسفور. وتتضمن أيضاً أنواعاً أخرى من المحفزات الحامضية الصلبة مثل حمض الكبريت وحمض الفسفور المحملة على داعم.
- القواعد: تشتمل محفزات القواعد الصلبة على أكاسيد وهيدروكسيدات وكربونات وسيليكات لفلزات قلوية ترابية وكذلك هيدريداتها وأميداتها والمبدلات الأيونية العضوية.
- محفزات ثنائية الوظيفة: وهي محفزات متعددة الوظائف تتركب من محفزين أو أكثر، ومثل هذه الأنواع تستخدم في عمليات إعادة التشكيل الفلزي والتكسير بوجود الهيدروجين.
- معقدات تساندية فلزية: تستخدم في عمليات الهدرجة والبلمرة والأكسدة وغيرها.

من أهم المواد المحفزة في الكيمياء:
- الكادميوم
- الزيوليت

## الصناعة
تُصْنَع المحفزات وفق ما يلي:
- الترسيب: تتم بتحضير الراسب البلوري أو اللابلوري أو الهلامي من أملاح المعادن المكونة للمحفز.
- التشرب: يتم غمر الداعم المسامي في محلول من المكون الفعال، مع إزالة المحلول الزائد بواسطة الترشيح أو القوة النابذة أو التقطير.
- الانصهار: تتم بصهر بعض أنواع الأكاسيد الفلزية مثل Fe3O4 المحتوي على كميات قليلة من أكسيد الألمنيوم وأكسيد البوتاسيوم وأكسيد الكالسيوم.
- التجفيف والكلسنة: تعتمد مسامية المحفز المترسب على إجراءات التجفيف المستخدمة لإزالة الرطوبة وماء الإهامة ويتم التجفيف عادة في أفران دوارة وتتم عملية الكلسنة بالمعالجة الحرارية بالأكسدة بوجود الأكسجين أو الهواء عند درجات حرارة عالية.
- الاختزال: يتم تحضير المحفزات المعدنية بواسطة اختزال أكاسيد أو كلوريدات المكون الفعال وذلك باستخدام غاز الهيدروجين المخفف بغاز النيتروجين.
- تشكيل المواد المحفزة: يتم تشكيل المحفزات المستخدمة في مفاعلات الطبقة الثابتة بواسطة آلات وقوالب خاصة إلى أشكال كروية أو أسطوانية مصمتة أو أسطوانية مفرغة أو حلقات أو حبيبات بأحجام مختلفة.

## أمثلة
ومثال ذلك زيادة سرعة تفكك كلورات البوتاسيوم بالحرارة عن طريق إضافة المحفز ثاني أكسيد المنجنيز إلى الكلورات. ويتبقى ثاني أكسيد المنجنيز كما هو في نهاية التفاعل. وعندما يؤدي المحفز إلى إعاقة التفاعل الكيميائي يطلق عليه «حافز سلبي».

## صفات
يتصف المحفز الإيجابي بعدة صفات أهمها:
1. أن يبقى المحفز دون تغيير في نهاية التفاعل الكيميائي.
2. تـُحدث كمية صغيرة من المحفز تغير كبيراً في معدل التفاعل الكيميائي.
3. لا يحدث المحفز أي تغير في حالة التوازن الكيميائي، ولكنه يزيد من سرعة الوصول إلى حالة التوازن.
4. تتناسب سرعة التفاعل إلى حد ما مع كمية المحفز المستخدم في بعض الحالات.
5. كل محفز له فعل نوعي "Specific" ويعني هذا أن المحفز الذي يصلح لتفاعل معين قد لا يكون له أي تأثير على تفاعل آخر.

## مبدأ العمل
تنبع طريقة عمل المحفز من إمكانيته لتغيير سير التفاعل بحيث يخفض من طاقة التنشيط اللازمة لسير التفاعل. فلابد وأن تعبر المواد المتفاعلة تل الكمون الكيميائي لكي تتحد وتنتقل من اليسار إلى اليمين مكونة المركب Z. ويعمل المحفز على خفض طاقة الكمون الكيميائي (وتسمى أحيانا طاقة تنشيط) فيسهل التفاعل.

تل الطاقة بين الجزيئات المتفاعلة في وجود المحفز (أحمر)، وبدون المحفز (أسود).

ويعتمد الكمون الكيميائي على عدة عوامل منها القوى الرابطة بين الذرات في الجزيء الناتج.
فيجري التفاعل أولا بارتباط المحفز بأحد المواد المتفاعلة مكونا مركبا وسطيا، ثم يسلمه إلى المادة الثانية الداخلة في التفاعل فينشأ جزيء المادة الناتجة. وينفصل المحفز ليعمل من جديد. ويوضح المنحنى الأحمر في الشكل كيف يخفض المحفز الكمون الكيميائي فيسهل التفاعل.
يسير التفاعل بين المادتين A و B على المنوال الآتي:
{\displaystyle \mathrm {A+B\;\rightarrow \;AB} }
تبلغ طاقة التنشيط في حالة عدم وجود المحفز
{\displaystyle E_{\mathrm {u} }}
ويوضح المنحنى الأحمر مسار تل الطاقة باستخدام المحفز، حيث يسير التفاعل عبر مركب وسطي.
{\displaystyle \mathrm {KA} } :
{\displaystyle \mathrm {K+A\;\rightarrow \;KA} }
ويتكون المركب الناتج AB عند النهاية الصغرى الحمراء، ثم ينفصل المحفز K ثانيا:
{\displaystyle \mathrm {KA+B\;\rightarrow \;K+AB} }
وكما نرى نجد أن طاقة التنشيط
{\displaystyle E_{\mathrm {k} }}
في تلك الحالة أقل.
ونأخذ مثال احتراق الهيدروجين باتحاده مع الأكسجين ليتكون الماء. هذا التفاعل تفاعل مناسب من وجهة الترموديناميكا حيث أن الطاقة الكلية للناتج AB أقل من مجموع الطاقتين الداخليتين للهيدروجين والأكسجين. فكان من المنتظر أن يسير التفاعل من نفسه، ولكن بسبب لزوم طاقة التنشيط (تل طاقة) عند درجة حرارة الغرفة يمتنع بدء التفاعل (يحتاج الهيدروجين والأكسجين لطاقة تنشيط مساوية للتغلب على تل الكمون الكيميائي، بذلك يسير التفاعل وينتج الماء). وفي وجود محفز من البلاتين تنخفض طاقة التنشيط مما يساعد على سير التفاعل في درجات حرارة منخفضة مثل درجة حرارة الغرفة.
مع ملاحظة أن المحفز لا يغير من التوازن الكيميائي للتفاعل، حيث يكون تأثير المحفز متساويا في اتجاهي التفاعل (اتجاه التفاعل والتفاعل العكسي)، ولكن فاعلية المحفز هي أن يصل النظام إلى حالة التوازن بطريقة أسرع.
ومن ضمن استخدامات المحفزات تنقية عادم السيارة.

## محفز السيارة

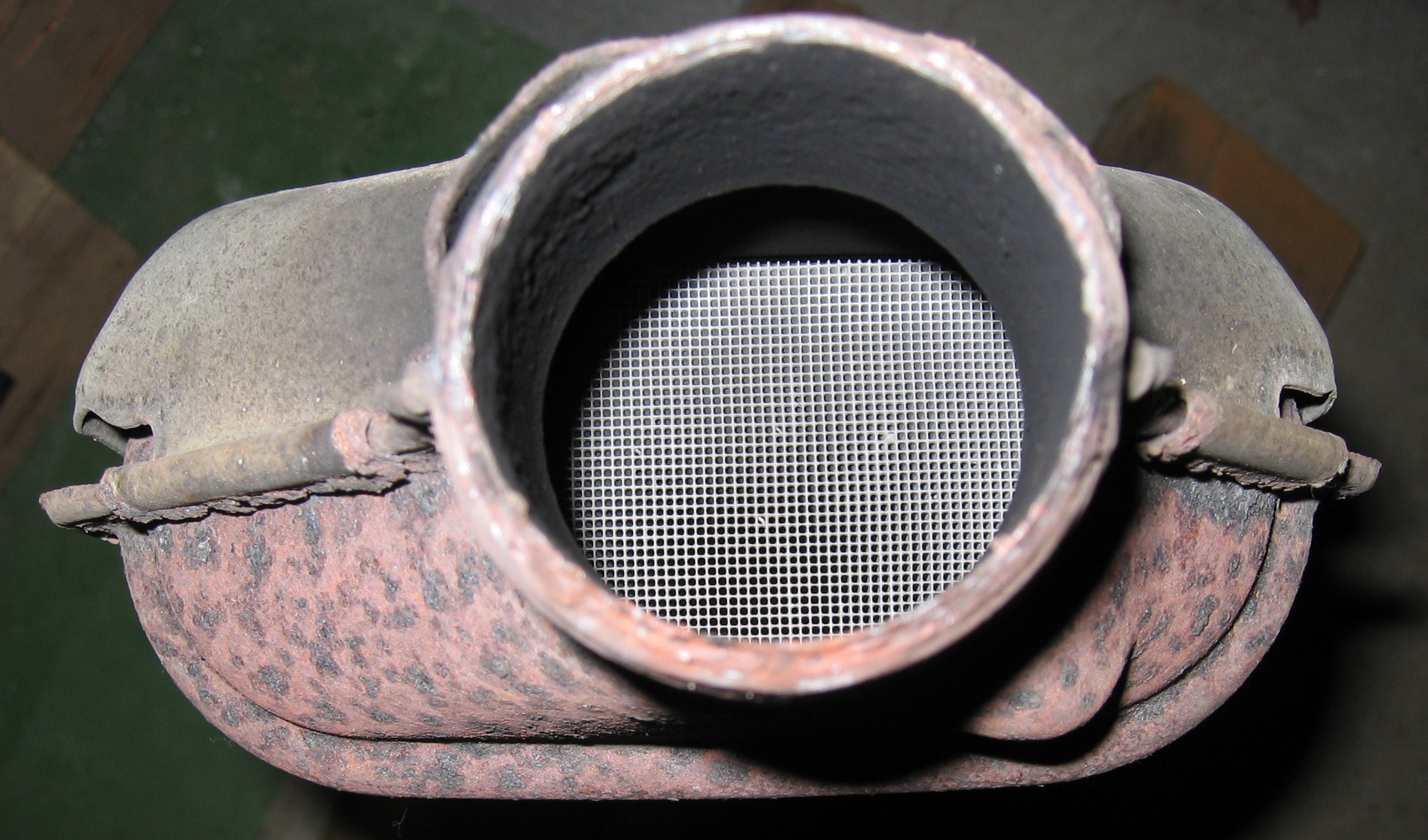
محفز سيارة لتصفية العادم من الغازات الضارة.

يظهر تأثير المحفزات بشكل طبيعي من حولنا فمثلاً في الكائنات الحية تسير معظم التفاعلات الكيميائية الحيوية مثل التنفس والتمثيل الضوئي أو إنتاج الطاقة من الغذاء ويدخل فيها عمل محفزات. وتتكون المحفزات في الكائنات الحية من بروتينات خاصة وإنزيمات.
ونظرا لأن المحفزات تخفض من طاقة التنشيط اللازمة للتفاعلات الكيميائية فهي تطبق كثيرا في الصناعة. ويجرى نحو 80 % من التفاعلات الكيميائية في الصناعة باستخدام المحفزات. وبدون المحفزات لاستغرقت التفاعلات الكيميائية أزمنة طويلة وقد لا تتم على الإطلاق.
وفي حالة إنتاج نواتج متعددة من خلال استخدام محفزات فيعمل المهندسون الكيميائيون على اختيار نوع المحفز المناسب للتفاعل، ويلعب هذا الاختيار دورا رئيسيا في عملية الإنتاج. ويختار المحفز عل أساس قدرته على تسريع التفاعل المرغوب، في نفس الوقت يجب تلافي منتجات غير مرغوب فيها أو أن توجد بنسب مهملة.
ومن وجهة حماية البيئة فعن الاختيار السليم لنوع المحفز يعمل على خفض الطاقة المستهلكة، وخفض كميات المواد غير المرغوب فيها. ومن ضمن ذلك تنقية غازات العادم الصادرة من الصناعة وفي إنتاج الطاقة الكهربائية.
كما تطبق المحفزات لتنقية عادم السيارة، حيث تمنع وجود مواد ضارة وتحويلها إلى مواد أقل ضررا.
مثال:
في محفز السيارة يتفاعل الغاز السام أول أكسيد الكربون (CO) ومركبات كربوهيدرات غير محترقة مع أكاسيد النتروجين
NOx والأكسجين (O2) وتنتج ثاني أكسيد الكربون (CO2)
وهو غير سام (ثاني أكسيد الكربون غاز خانق)، ونيتروجين وماء (H2O). وبذلك ينقي المحفز الغازات الضارة من عادم السيارة. وتستخدم في السيارات محفزات مصنوعة من البلاتين.

## التطبيقات
تستخدم المحفزات في عمليات تكرير البترول والصناعات البتروكيميائية والكميائية غير العضوية ومن أهم العمليات التي تستخدم فيها المحفزات:
- التكسير الحفزي: للمقطرات الثقيلة لإنتاج وقود السيارات والديزل ووقود الطائرات.
- إعادة التشكيل الحفزي: للنفثا لإنتاج وقود سيارات برقم أوكتان مرتفع.
- الألكلة: مثل ألكلة الأيزوبيوتان مع مركبات أوليفينة لإنتاج مواد إضافة لتحسين خواص وقود السيارات.
- نزع الهيدروجين من الألكانات: للحصول على مركبات أوليفينية.
- التماكب: مثل تماكب النفثا أو البيوتان النظامي أو البنتان أو الهكسان لإنتاج مركبات هيدروكربونية متفرعة.
- الأكسدة: للحصول على مركبات أكسجينية عضوية.
- البلمرة: للحصول على بوليمرات متنوعة وبوليمرات مشتركة.

## اقرأ أيضا
- تركيز
- معدل التفاعل
- ثابت معدل التفاعل
- توازن ترموديناميكي
- توازن دينامي
- تحفيز غير متجانس
- جزء مولي
- كتلة مولية
- نظام حركة حرارية
- قانون فاعلية الكتلة
- درجة التفاعل
- حفاز كرابتري